# Grottes coryciennes
Cet article traite des grottes coryciennes, près de Korykos en Cilicie (Kızkalesi, en Anatolie, Turquie).  Pour les grottes homonymes du mont Parnasse, en Grèce, voir Antre corycien
Les grottes coryciennes, du nom de la ville cilicienne de Korykos (aujourd'hui Kızkalesi), connues en turc sous les noms de Cennet et Cehennem (c- se prononce dj-), signifiant en turc « le Paradis et l'Enfer », sont deux gouffres karstiques des monts Taurus, dans la province de Mersin, en Turquie. Ces gigantesques dolines effondrées comptent parmi les lieux touristiques les plus fréquentés de la région.

## Situation
Les deux gouffres de Cennet et Cehennem sont situés l'un à côté de l'autre. Tous deux se trouvent dans la zone rurale du district de Silifke, qui fait partie de la province de Mersin.

## Mythologie
Selon la mythologie grecque, c'est dans ces cavités que Zeus garda le monstre Typhon, avant de l'emprisonner sous l'Etna.

## Description

### Cennet («le Ciel, le Paradis»)
L'ouverture de Cennet est de 250 x 110 m et sa profondeur moyenne est de 70 m. Il est possible d'accéder au bas de Cennet par un escalier primitif de 300 marches. En 2020, un ascenseur a été installé. Au fond, vers le sud, se trouve une grotte plus petite, 150 marches plus bas, où se trouvent les ruines d'un monastère construit au Ve siècle par un certain Paulus et dédié à la Vierge Marie. De ce monastère, on peut entendre le bruit d'un cours d'eau souterrain qui s'écoule vers le golfe de Narlıkuyu.

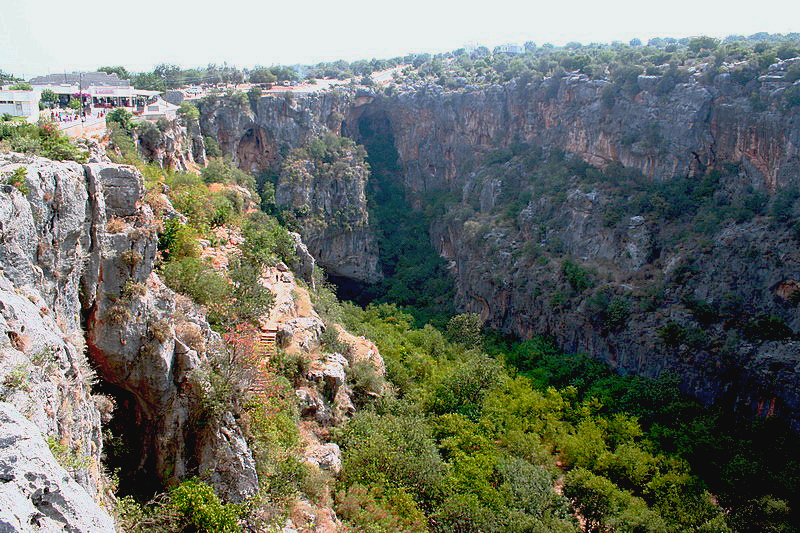
La doline géante de Cennet.
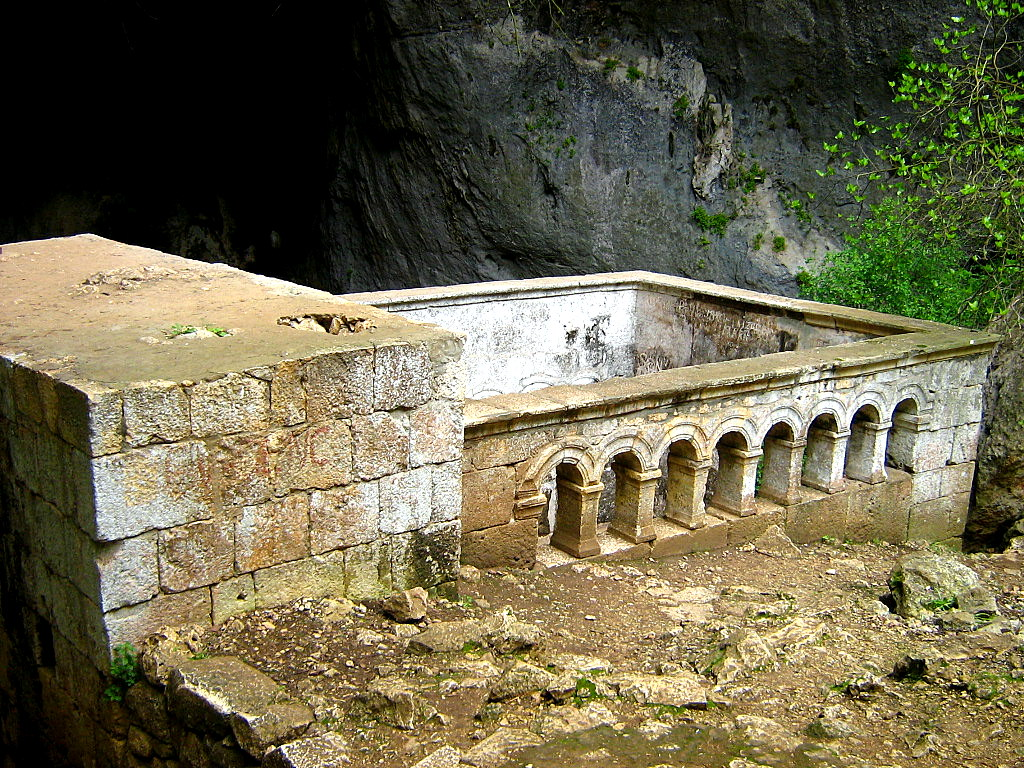
Le monastère de la Vierge Marie.
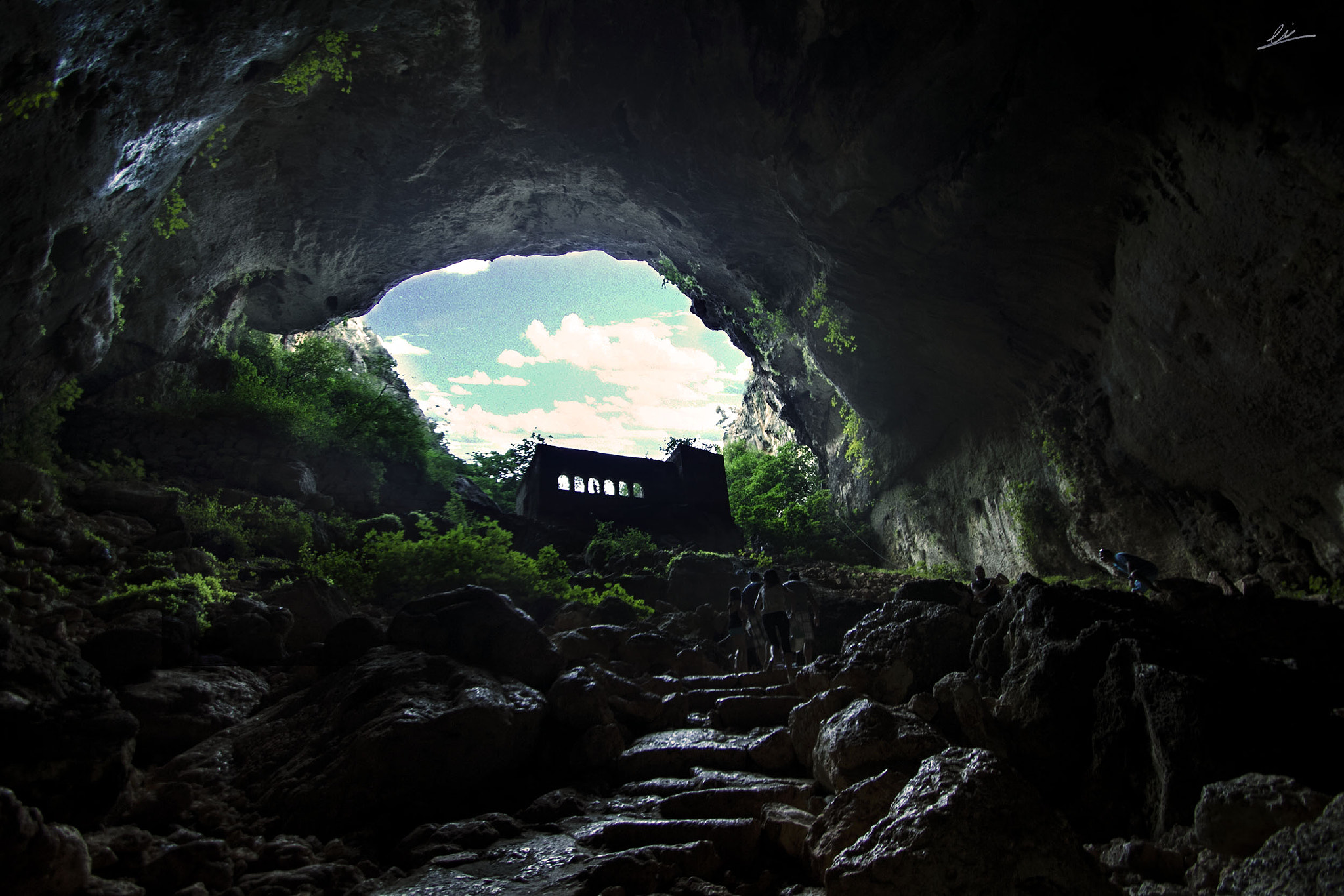
Vue du gouffre de Cennet depuis le fond, en contrebas du monastère.

#### Temple de Zeus et basilique chrétienne
Au sommet du gouffre de Cennet se trouvent les restes d'un temple dédié à Zeus Olbios ou Zeus Korykios du IIIe siècle av. J.-C. Le temple est d'ordre dorique à deux colonnes in antis. Sur les pierres de taille lisses du mur nord se trouvent 130 noms de prêtres de l'époque hellénistique et romaine, dont Archélaos, fils d'Archélaos. Selon l'archéologue Serra Durugönül (de), le père est Archélaos de Cappadoce, à qui, après 25 av. J.-C., Auguste a transféré des parties de la Cilicie. Si tel est le cas, les prêtres peuvent être approximativement datés, puisqu'on peut supposer qu'ils ont exercé leurs fonctions pendant un an. À l'ouest, on peut voir les restes du mur polygonal d'enceinte de la zone intérieure du temple. Au IVe ou Ve siècle, le temple fut transformé en basilique chrétienne, réutilisant en grande partie la maçonnerie d'origine.

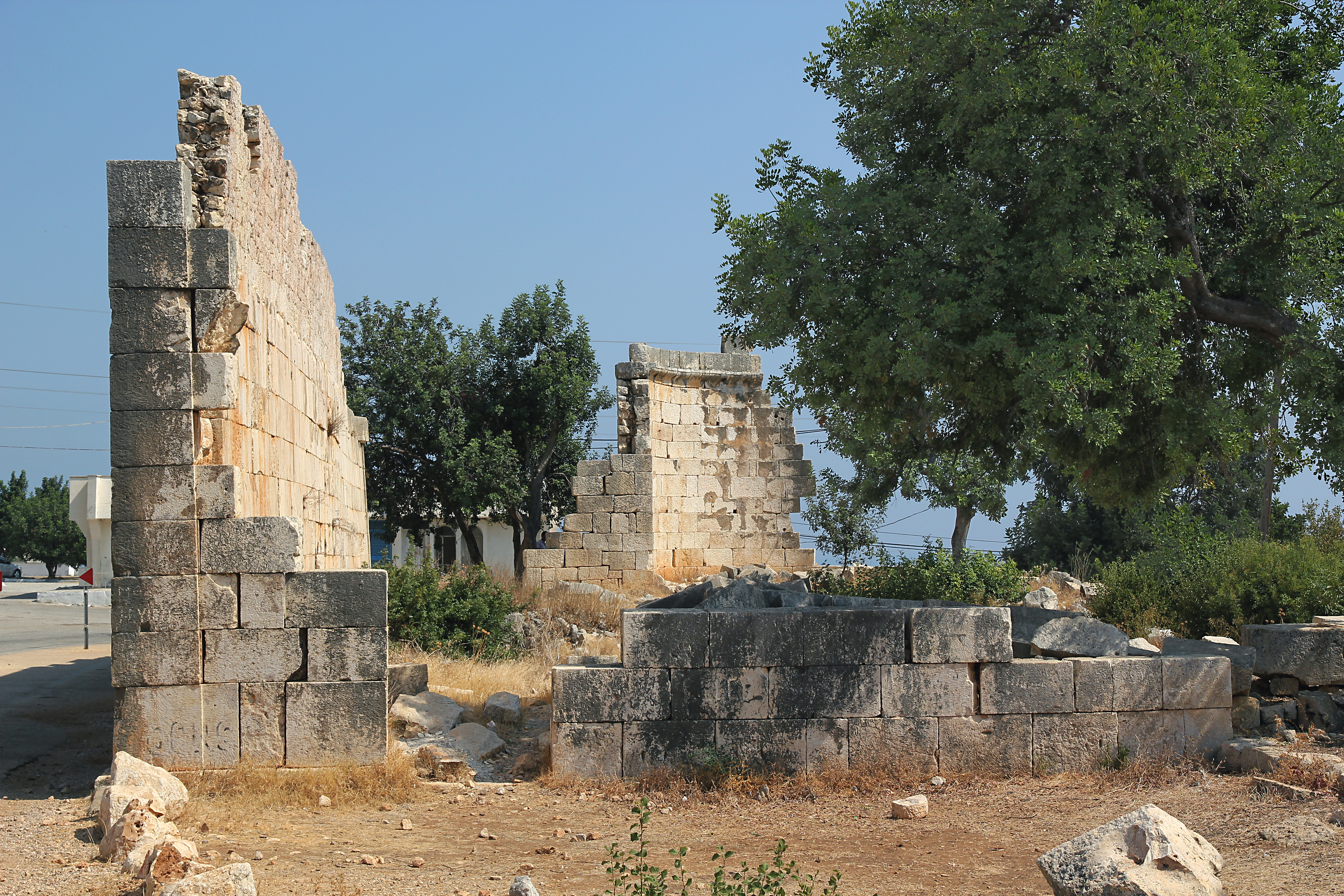
Vestiges du temple de Zeus converti en basilique.
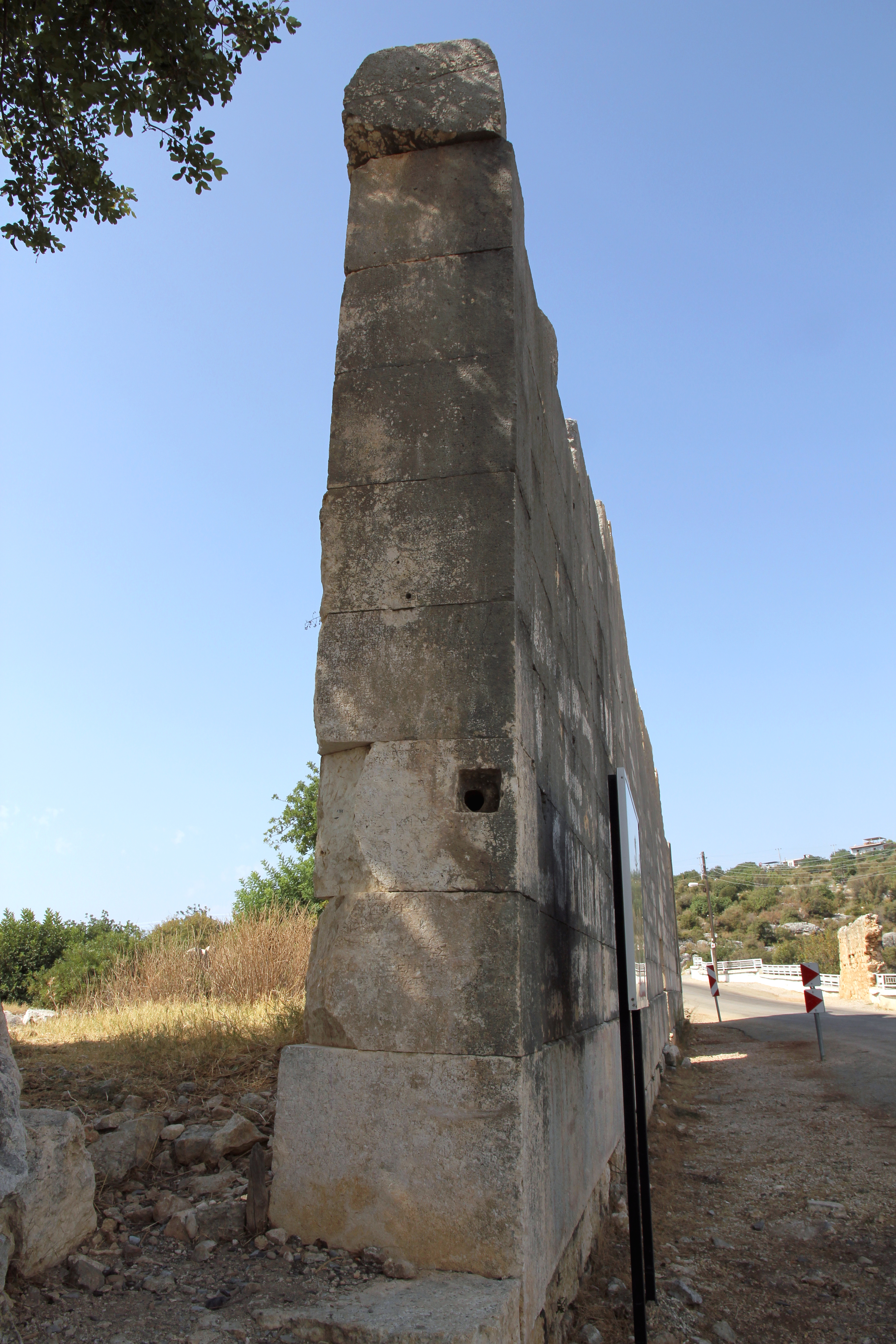
Liste des prêtres, sur la tranche du mur du temple.
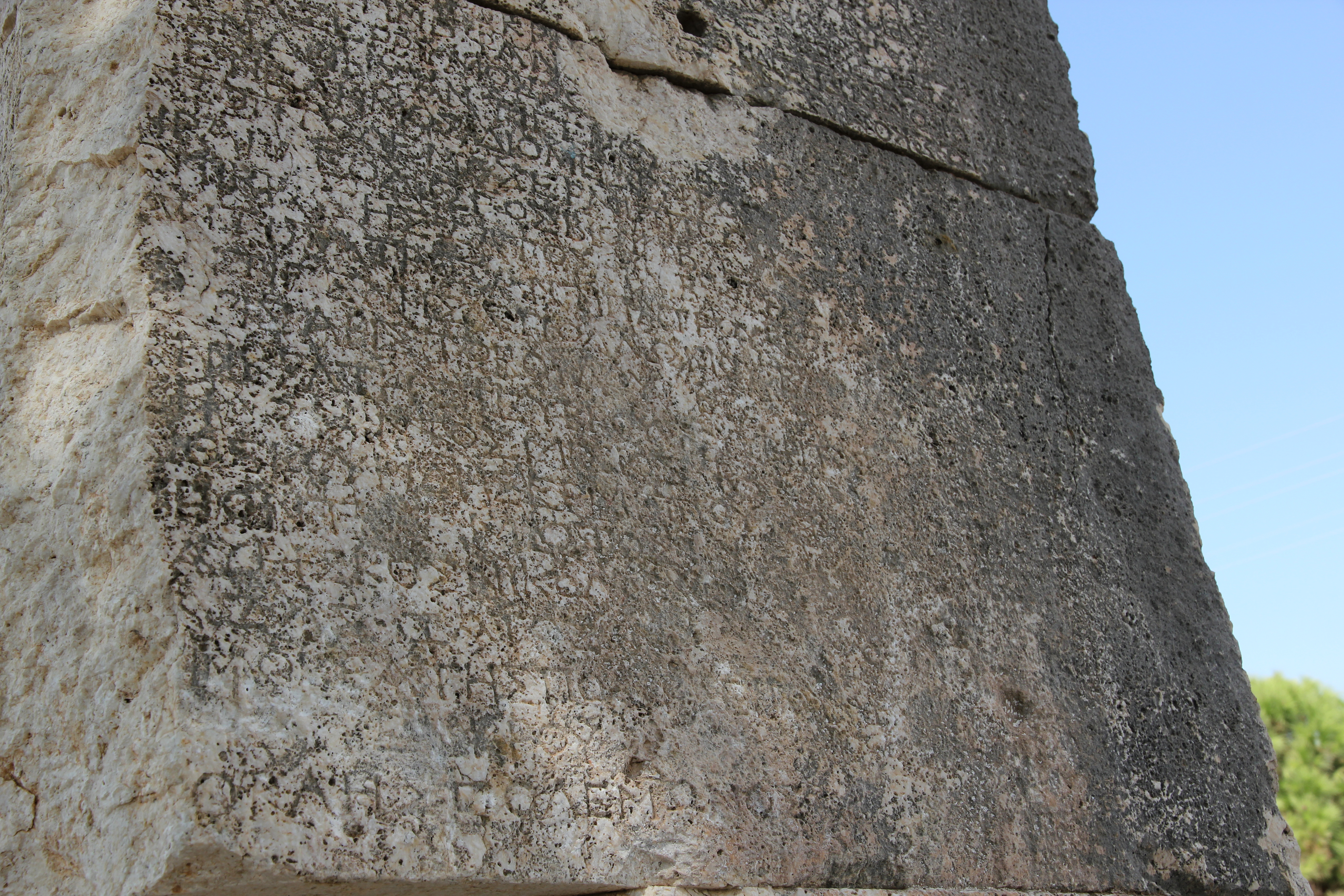
Détail de la liste des prêtres.

### Cehennem («l'Enfer»)

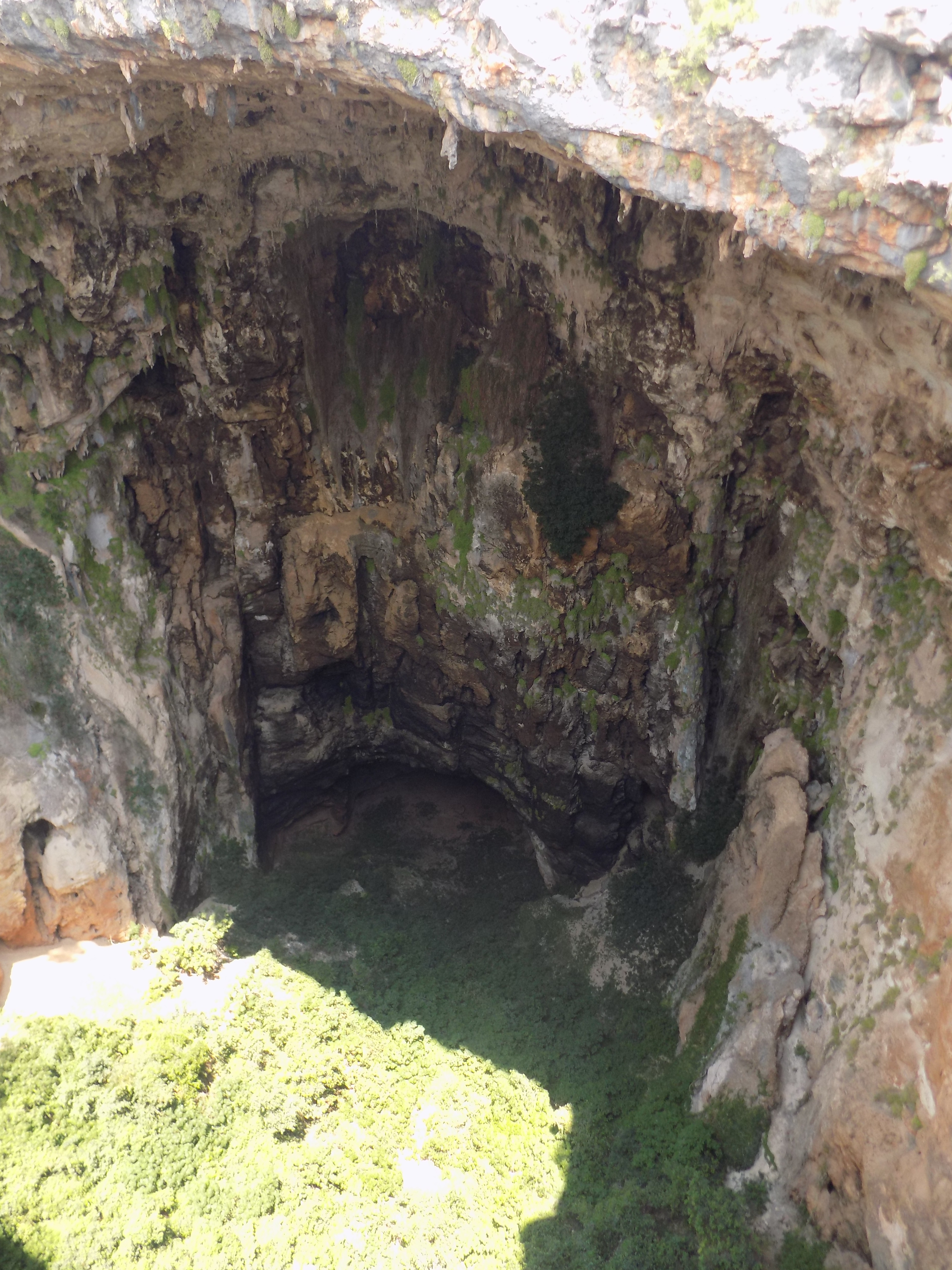
Vue aérienne du gouffre de Cehennem.

Le gouffre de Cehennem atteint une profondeur de 128 m. Son ouverture supérieure est plus petite que celle de son voisin, avec des dimensions de 70 x 50 m. L'ouverture étant verticale ou en surplomb, il n'y a aucun accès au gouffre de Cehennem. Une plate-forme d'observation a été installée en 2021.